# Герб на Сливен
Гербът на Сливен е по проект на художника Евгени Вълев от 1999 г.
Гербът присъства като елемент от знамето и печата на град Сливен.

## Композиция
Гербът на град Сливен изразява неговата идентичност и връзката на традиции – минало и настояще. Има форма на готически триъгълен щит. Върху него са изобразени характерните за града символи: в лявото поле – конник с тръба, вдясно – Старият бряст. Венечно върху щита е разположена зидова корона с пет зъбера.

## История
- 1952 г. – първият герб на Сливен е по проект на художника Димитър Кавръков;[3][4]
- 1967 г. – герб по проект на художника Апостол Русчев;
- 1996 г. – настоящият герб, който е изработен в монетния двор.

## Пощенска марка
През 2022 г. пощенска марка с герба на община Сливен на тема „Българска градска хералдика“ и в тираж от 5500 марки е валидирана от Министерството на транспорта и съобщенията.